# Yehuda Bauer
Yehuda Bauer (hebreiska: יהודה באואר), ursprungligen Martin Bauer, född 6 april 1926 i Prag, död 18 oktober 2024 i Jerusalem, var en tjeckiskfödd israelisk historiker och professor vid Hebreiska universitetet i Jerusalem. På svenska finns hans bok Förintelsen i perspektiv (Rethinking the Holocaust), som utkom 2001.